# Sigebert I
|  | Per a altres significats, vegeu «Sigebert d'Essex». |

Sigebert I (535 - Vitry-en-Artois, 575) va ser rei merovingi d'Austràsia des de la mort del seu pare l'any 561 fins al seu assassinat el 575.
Fill de Clotari I i d'Ingunda, esdevingué rei d'Austràsia el 561 a la mort del seu pare en dividir el regne de França en quatre parts. El 566 es casà amb Brunilda, filla del rei visigot Atanagild. El 567, la mort del seu germà Caribert I li proporcionà el regnat de París.

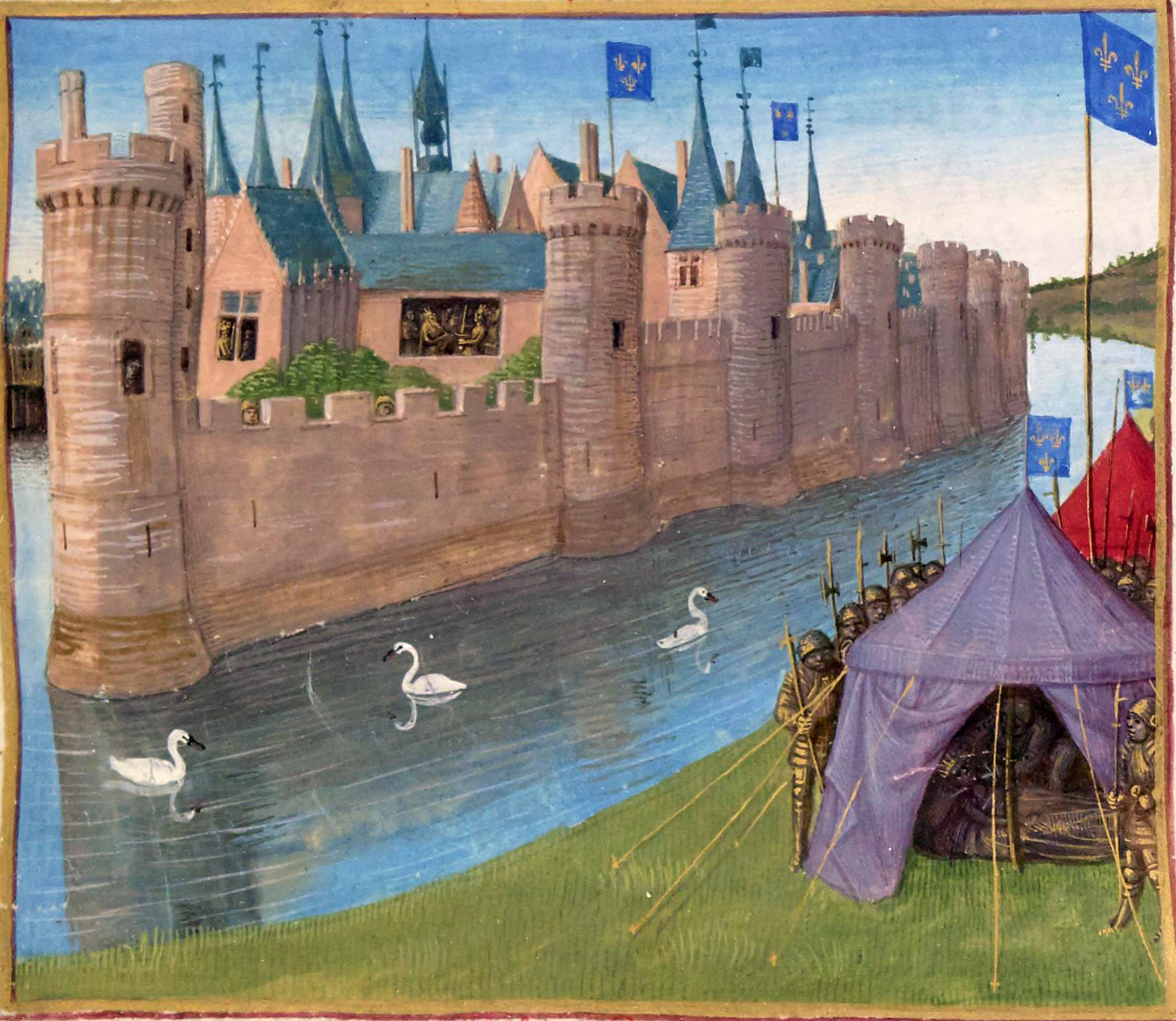
Assassinat de Sigebert I (Jean Fouquet, entre 1455 i 1460))

Els àvars, una tribu nòmada relacionada amb els huns, van fer incursions el 562 i el 568 que el van obligar a traslladar la seva capital de Reims a Metz. El 567 Galswinta, germana de Brunilda i dona del seu germà Khilperic I de Nèustria, fou assassinada. Sigebert decideix venjar la seva cunyada, fet que inicia la guerra entra Nèustria i Austràsia, continuada pels seus successors.
El 573 s'apoderà de Poitiers i de la Turena, però el seu germà Khilperic aconseguí conquestes a l'Aquitània i per un temps aconseguí també Reims. El 575, després que Khilperic trenqués una treva, Sigebert va aconseguir recuperar el seu regne, però poc després va ser assassinat a Vitry per ordre de Fredegunda (llavors esposa de Khilperic, possible assassina de Galswinta). El seu fill Khildebert II, de cinc anys, va ser proclamat rei d'Austràsia a Metz, sota la regència de Brunilda i la protecció de Guntram de Borgonya.